# Volkach
Volkach is een gemeente in de Duitse deelstaat Beieren, gelegen in het Landkreis Kitzingen. De stad telt 8.796 inwoners.

## Geografie
Volkach heeft een oppervlakte van 60,19 km² en ligt in het zuiden van Duitsland.

## Stadsdelen
- Astheim
- Dimbach
- Eichfeld
- Escherndorf
- Fahr
- Gaibach
- Köhler
- Krautheim
- Obervolkach
- Rimbach
- Volkach

Abtswind ·
Albertshofen ·
Biebelried ·
Buchbrunn ·
Castell ·
Dettelbach ·
Geiselwind ·
Großlangheim ·
Iphofen ·
Kitzingen ·
Kleinlangheim ·
Mainbernheim ·
Mainstockheim ·
Markt Einersheim ·
Marktbreit ·
Marktsteft ·
Martinsheim ·
Nordheim am Main ·
Obernbreit ·
Prichsenstadt ·
Rödelsee ·
Rüdenhausen ·
Schwarzach am Main ·
Segnitz ·
Seinsheim ·
Sommerach ·
Sulzfeld am Main ·
Volkach ·
Wiesenbronn ·
Wiesentheid ·
Willanzheim